# Liga de Campeones de voleibol masculino de 2011-12
La Liga de Campeones de voleibol masculino de 2011-12 fue la 53° edición de la historia de la competición organizada por la CEV entre el 18 de octubre de 2011 y el 18 de marzo de 2012. La Final Four se disputó en la ciudad polaca de Łódź donde los rusos del VK Zenit Kazán ganó su segunda Liga de Campeones.

## Equipos participantes
En la edición de la Liga de Campeones de 2011-12 participan 24 equipos; 22 de estos son definidos según el coeficiente CEV de las ligas que se determina basándose en los resultados de los clubes durante las anteriores temporadas. Las otras dos plazas son entregadas por medio de wild card por la misma CEV; todavía el equipos de Países Bajos y uno de los de Grecia no participaron al torneo y de esta forma la federación entregó otras dos wild card.
| Pos. | País            | Plazas | Equipos                                   | Wild card        | Tot |
| 1    | Italia          | 3      | Trentino Volley, PV Cuneo y Lube Macerata |                  | 3   |
| 2    | Rusia           | 2      | VK Zenit Kazán y VKL Novosibirsk          |                  | 2   |
| 3    | Grecia          | 2      | Iraklis VC y un equipo renuncia           |                  | 1   |
| 4    | Polonia         | 2      | Skra Belchatow y ZAKSA Kędzierzyn-Koźle   |                  | 2   |
| 5    | Francia         | 2      | Tours Volley-Ball y Stade Poitevin        |                  | 2   |
| 6    | Bélgica         | 2      | Noliko Maaseik y VC Asse-Lennik           |                  | 2   |
| 7    | Turquía         | 2      | Fenerbahçe Estambul y Arkas Esmirna       |                  | 2   |
| 8    | España          | 1      | CAI Teruel                                |                  | 1   |
| 9    | Alemania        | 1      | VfB Friedrichshafen                       | TSV Unterhaching | 2   |
| 10   | Austria         | 1      | Hypo Tirol Innsbruck                      |                  | 1   |
| 11   | Eslovenia       | 1      | ACH Volley                                |                  | 1   |
| 12   | Serbia          | 1      | Partizan Belgrado                         |                  | 1   |
| 13   | República Checa | 1      | VK Budejovice                             |                  | 1   |
| 14   | Países Bajos    | 1      | sin equipo                                |                  | 0   |
| 15   | Montenegro      | nc     |                                           | Rivijera Budva   | 1   |
| 16   | Rumania         | nc     |                                           | Remat Zalau      | 1   |
| 17   | Bulgaria        | nc     |                                           | VC CSKA Sofia    | 1   |

## Fase de grupos

### Fórmula
El 1 de julio en Viena los equipos fueron sorteados en seis grupo de cuatro; equipo del mismo país no pueden estar en el mismo grupo.
En la fase de grupos los equipo reciben tres puntos por cada victoria obtenida con el resultado de 3-1 y 3-0 y dos puntos si el triunfo es por 3-2; reciben un punto por cada derrota por 2-3 y ninguno por los partidos perdidos por 1-3 y 3-0. Los dos primeros equipos de cada grupo y el mejor tercero se clasifican a la siguiente ronda. El primer criterio de desempate es el ratio/set y luego el ratio/puntos.
Los cuatro mejores equipos entre los eliminados de la fase grupos (de hecho el 2°,3°,4° y 5° entre los seis equipo que quedaron en tercera posición dicha fase) son repescados para el Challenge Round de la Copa CEV 2011-12.

|  | Equipos clasificados para los Playoff de la Liga de Campeones 2011-12. |
|  | Equipos repescados para el Challenge Round de la Copa CEV 2011-12.     |
|  | Equipos eliminados de la competición.                                  |

### Grupo A
| Pos. | Equipo         | Pt | G | P | SG | SP | Ratio | PG  | PP  | Ratio |
| ---- | -------------- | -- | - | - | -- | -- | ----- | --- | --- | ----- |
| 1.   | Arkas Esmirna  | 15 | 5 | 1 | 16 | 6  | 2.667 | 544 | 479 | 1.136 |
| 2.   | Noliko Maaseik | 12 | 4 | 2 | 15 | 10 | 1.500 | 586 | 529 | 1.108 |
| 3.   | Iraklis VC     | 8  | 3 | 3 | 10 | 12 | 0.833 | 469 | 510 | 0.920 |
| 4.   | VC CSKA Sofia  | 1  | 0 | 6 | 5  | 18 | 0.278 | 460 | 541 | 0.850 |

|      | Esm | Maa | Ira | CSKA |
| ---- | --- | --- | --- | ---- |
| Esm  | -   | 3-1 | 3-1 | 3-1  |
| Maa  | 3-1 | -   | 3-0 | 3-1  |
| Ira  | 0-3 | 3-2 | -   | 3-1  |
| CSKA | 0-3 | 2-3 | 0-3 | -    |

### Grupo B
| Pos. | Equipo              | Pt | G | P | SG | SP | Ratio | PG  | PP  | Ratio |
| ---- | ------------------- | -- | - | - | -- | -- | ----- | --- | --- | ----- |
| 1.   | VK Zenit Kazán      | 15 | 5 | 1 | 17 | 5  | 3.400 | 502 | 447 | 1.123 |
| 2.   | VfB Friedrichshafen | 14 | 5 | 1 | 15 | 8  | 1.875 | 567 | 531 | 1.068 |
| 3.   | Remat Zalau         | 4  | 1 | 5 | 6  | 15 | 0.400 | 447 | 496 | 0.901 |
| 4.   | VC Asse-Lennik      | 3  | 1 | 5 | 7  | 17 | 0.412 | 539 | 581 | 0.928 |

|     | ZnK | Fri | Zal | Len |
| --- | --- | --- | --- | --- |
| ZnK | -   | 3-0 | 3-0 | 3-0 |
| Fri | 3-2 | -   | 3-0 | 3-1 |
| Zal | 0-3 | 1-3 | -   | 3-0 |
| Len | 2-3 | 1-3 | 3-2 | -   |

### Grupo C
| Pos. | Equipo            | Pt | G | P | SG | SP | Ratio | PG  | PP  | Ratio |
| ---- | ----------------- | -- | - | - | -- | -- | ----- | --- | --- | ----- |
| 1.   | Trentino Volley   | 16 | 5 | 1 | 17 | 3  | 5.667 | 484 | 391 | 1.238 |
| 2.   | Kędzierzyn-Koźle  | 13 | 5 | 1 | 15 | 9  | 1.667 | 551 | 512 | 1.076 |
| 3.   | CAI Teruel        | 4  | 1 | 5 | 6  | 16 | 0.375 | 460 | 513 | 0.897 |
| 4.   | Partizan Belgrado | 3  | 1 | 5 | 7  | 17 | 0.412 | 477 | 556 | 0.858 |

|     | Trn | KeK | Cai | Par |
| --- | --- | --- | --- | --- |
| Trn | -   | 2-3 | 3-0 | 3-0 |
| KeK | 0-3 | -   | 3-0 | 3-1 |
| Cai | 0-3 | 1-3 | -   | 3-1 |
| Par | 0-3 | 1-3 | 3-2 | -   |

### Grupo D
| Pos. | Equipo           | Pt | G | P | SG | SP | Ratio | PG  | PP  | Ratio |
| ---- | ---------------- | -- | - | - | -- | -- | ----- | --- | --- | ----- |
| 1.   | PV Cuneo         | 12 | 4 | 2 | 12 | 7  | 1.714 | 453 | 420 | 1.079 |
| 2.   | Stade Poitevin   | 11 | 4 | 2 | 12 | 11 | 1.091 | 507 | 514 | 0.986 |
| 3.   | TSV Unterhaching | 9  | 3 | 3 | 13 | 12 | 1.081 | 562 | 540 | 1.041 |
| 4.   | VK Budejovice    | 4  | 1 | 5 | 8  | 15 | 0.533 | 494 | 542 | 0.911 |

|     | Cun | StP | Unt | Bud |
| --- | --- | --- | --- | --- |
| Cun | -   | 3-0 | 0-3 | 0-3 |
| StP | 0-3 | -   | 3-1 | 3-1 |
| Unt | 1-3 | 2-3 | -   | 3-2 |
| Bud | 0-3 | 1-3 | 1-3 | -   |

### Grupo E
| Pos. | Equipo               | Pt | G | P | SG | SP | Ratio | PG  | PP  | Ratio |
| ---- | -------------------- | -- | - | - | -- | -- | ----- | --- | --- | ----- |
| 1.   | VKL Novosibirsk      | 14 | 5 | 1 | 16 | 6  | 2.667 | 532 | 462 | 1.154 |
| 2.   | Lube Macerata        | 13 | 4 | 2 | 15 | 9  | 1.667 | 576 | 558 | 1.032 |
| 3.   | Fenerbahçe Estambul  | 8  | 3 | 3 | 9  | 12 | 0.750 | 471 | 476 | 0.989 |
| 4.   | Hypo Tirol Innsbruck | 1  | 0 | 6 | 5  | 18 | 0.278 | 461 | 545 | 0.846 |

|     | Nov | Mac | Fen | Inn |
| --- | --- | --- | --- | --- |
| Nov | -   | 3-1 | 3-0 | 3-0 |
| Mac | 3-1 | -   | 3-0 | 3-1 |
| Fen | 0-3 | 3-2 | -   | 3-0 |
| Inn | 2-3 | 1-3 | 1-3 | -   |

### Grupo F
| Pos. | Equipo         | Pt | G | P | SG | SP | Ratio | PG  | PP  | Ratio |
| ---- | -------------- | -- | - | - | -- | -- | ----- | --- | --- | ----- |
| 1.   | Tours VB       | 15 | 5 | 1 | 16 | 5  | 3.200 | 511 | 433 | 1.180 |
| 2.   | Skra Bełchatów | 14 | 5 | 1 | 15 | 6  | 2.500 | 511 | 451 | 1.133 |
| 3.   | ACH Volley     | 6  | 2 | 4 | 9  | 14 | 0.643 | 499 | 527 | 0.947 |
| 4.   | Rivijera Budva | 1  | 0 | 6 | 3  | 18 | 0.167 | 398 | 508 | 0.783 |

|     | Tou | Bel | ACH | Bud |
| --- | --- | --- | --- | --- |
| Tou | -   | 3-0 | 3-1 | 3-0 |
| Bel | 3-1 | -   | 3-2 | 3-0 |
| ACH | 1-3 | 0-3 | -   | 3-2 |
| Bud | 0-3 | 0-3 | 0-3 | -   |

## Fase de Playoffs

### Fórmula
La CEV elige el equipo organizador de la Final Four entre los trece calificados tras la fase de grupos; dicho equipo es automáticamente calificado para la semifinal de la Liga de Campeones. Los equipos restantes participan en la fase de playoff disputada en eliminatorias a doble partido: el equipo que gana los dos partidos se clasifica para la siguiente ronda. En la eventualidad que ambos equipos se hayan llevado un partido, se disputará un set de desempate a los 15 puntos llamado golden set o set de oro.
Equipo del mismo país y procedentes del mismo grupo no pueden enfrentarse en la ronda de Playoff 12 mientras que en la eventualidad que tres equipos del mismo país se clasifican para los Playoff 6 habrá que emparejar dos de ellas porqué no pueden estar más de dos equipos del mismo país en las semifinales de la Final Four.
El sorteo de la fase de playoff tuvo lugar el 19 de enero de 2012 en la sede de la CEV en Ciudad de Luxemburgo y la organización de la Final Four fue entregada a los polacos del Skra Bełchatów por la segunda vez en los últimos tres años.

### Cuadro
|  | Playoff 12                              | Playoff 12                              | Playoff 12                              |   |  | Playoff 6                                   | Playoff 6                                   | Playoff 6                                   |
|  | 31 de enero/1 de febrero - 8 de febrero | 31 de enero/1 de febrero - 8 de febrero | 31 de enero/1 de febrero - 8 de febrero |   |  | 21/22 de febrero - 28 de febrero/1 de marzo | 21/22 de febrero - 28 de febrero/1 de marzo | 21/22 de febrero - 28 de febrero/1 de marzo |
|  |                                         |                                         |                                         |   |  |                                             |                                             |                                             |
|  | ZAKSA Kędzierzyn-Koźle                  | 1                                       | 0                                       |   |  |                                             |                                             |                                             |
|  | Arkas Esmirna                           | 3                                       | 3                                       |   |  |                                             |                                             |                                             |
|  |                                         |                                         |                                         |   |  | Arkas Esmirna (sdo)                         | 0                                           | 3                                           |
|  |                                         | VKL Novosibirsk                         | 3                                       | 2 |  |                                             |                                             |                                             |
|  | TSV Unterhaching                        | 1                                       | 0                                       |   |  |                                             |                                             |                                             |
|  | VKL Novosibirsk                         | 3                                       | 3                                       |   |  |                                             |                                             |                                             |
|  |                                         |                                         |                                         |   |  |                                             |                                             |                                             |
|  | Lube Macerata (sdo)                     | 0                                       | 3                                       |   |  |                                             |                                             |                                             |
|  | PV Cuneo                                | 3                                       | 2                                       |   |  |                                             |                                             |                                             |
|  |                                         |                                         |                                         |   |  | Lube Macerata                               | 3                                           | 0                                           |
|  |                                         | Trentino Volley (sdo)                   | 2                                       | 3 |  |                                             |                                             |                                             |
|  | Noliko Maaseik                          | 0                                       | 1                                       |   |  |                                             |                                             |                                             |
|  | Trentino Volley                         | 3                                       | 3                                       |   |  |                                             |                                             |                                             |
|  |                                         |                                         |                                         |   |  |                                             |                                             |                                             |
|  | VfB Friedrichshafen                     | 3                                       | 3                                       |   |  |                                             |                                             |                                             |
|  | Tours VB                                | 0                                       | 2                                       |   |  |                                             |                                             |                                             |
|  |                                         |                                         |                                         |   |  | VfB Friedrichshafen                         | 0                                           | 0                                           |
|  |                                         | VK Zenit Kazán                          | 3                                       | 3 |  |                                             |                                             |                                             |
|  | Stade Poitevin                          | 2                                       | 0                                       |   |  |                                             |                                             |                                             |
|  | VK Zenit Kazán                          | 3                                       | 3                                       |   |  |                                             |                                             |                                             |

| Ida                                                                  | Vuelta                                                                 |
| -------------------------------------------------------------------- | ---------------------------------------------------------------------- |
| Kędzierzyn-Koźle - Esmirna 1-3 (25-27, 25-23, 16-25, 23-25)          | Esmirna - Kędzierzyn-Koźle 3-0 (25-23, 25-16, 25-18)                   |
| Unterhaching - Novosibirsk 1-3 (19-25, 25-20, 16-25, 23-25)          | Novosibirsk - Unterhaching 3-0 (25-19, 25-19, 25-16')                  |
| Macerata - PV Cuneo 0-3 (20-25, 24-26, 22-25)                        | PV Cuneo - Macerata 2-3 (22-25, 25-20, 25-21, 24-26, 14-16; sdo 14-16) |
| Maaseik - Trentino Volley 0-3 (18-25, 22-25, 18-25)                  | Trentino Volley - Maaseik 3-0 (25-20, 17-25, 25-17, 25-21)             |
| Friedrichshafen - Tours 3-0 (29-27, 25-18, 25-21)                    | Tours - Friedrichshafen 2-3 (20-25, 25-20, 25-15, 25-27, 14-16)        |
| Stade Poitevin - Zenit Kazán 2-3 (20-25, 25-23, 25-22, 23-25, 12-15) | Zenit Kazán-Stade Poitevin 3-0 (25-12, 25-23, 25-19)                   |

| Ida                                                               | Vuelta                                                                   |
| ----------------------------------------------------------------- | ------------------------------------------------------------------------ |
| Novosibirsk - Esmirna 3-0 (25-22, 25-21, 25-23)                   | Esmirna - Novosibirsk 3-2 (25-27, 18-25, 25-22, 25-23, 16-14; sdo 15-11) |
| Macerata - Trentino Volley 3-2 (16-25, 19-25, 25-18, 25-22, 15-9) | Trentino Volley - Macerata 3-0 (25-18, 25-22, 25-21; sdo 15-09)          |
| Zenit Kazán- Friedrichshafen 3-0 (25-17, 25-21, 25-18)            | Friedrichshafen - Zenit Kazán 0-3 (21-25, 21-25, 24-26)                  |

## Final Four

### Fórmula
En la final Four se disputan a partido único las dos semifinales y las finales por el título y por el 3/4 puesto. En la eventualidad de que dos equipos del mismo país llegan a la semifinal se enfrentarán entre sí.  
La Final Four fue organizada entre el 17 y el 18 de marzo en la ciudad de Łódź en el Atlas Arena, al igual que la edición de 2009-10; el VK Zenit Kazán se coronó campeón por segunda vez en su historia derrotando por 3-2 los anfitriones del Skra Bełchatów.

### Cuadro
|  | Semifinales     | Semifinales    |   |               | Final           | Final |  |
|  |                 |                |   |               |                 |       |  |
|  |                 |                |   |               |                 |       |  |
|  |                 |                |   |               |                 |       |  |
|  | Skra Bełchatów  | 3              |   |               |                 |       |  |
|  | Arkas Esmirna   | 0              |   |               |                 |       |  |
|  |                 |                |   |               |                 |       |  |
|  |                 |                |   |               |                 |       |  |
|  |                 |                |   |               | Skra Belchatow  | 2     |  |
|  |                 | VK Zenit Kazán | 3 |               |                 |       |  |
|  |                 |                |   |               |                 |       |  |
|  |                 |                |   |               |                 |       |  |
|  |                 |                |   |               | Tercer lugar    |       |  |
|  |                 |                |   |               |                 |       |  |
|  | Trentino Volley | 1              |   | Arkas Esmirna | 0               |       |  |
|  | VK Zenit Kazán  | 3              |   |               | Trentino Volley | 3     |  |

| Fecha       | Partido                       | Resultado                        |
| ----------- | ----------------------------- | -------------------------------- |
| 17 de marzo | Skra Bełchatów - Esmrina      | 3-0 (25-23, 25-21, 28-26)        |
| 17 de marzo | Trentino Volley - Zenit Kazán | 1-3 (33-31, 20-25, 23-25, 17-25) |

| Fecha       | Partido                   | Resultado                 |
| ----------- | ------------------------- | ------------------------- |
| 18 de marzo | Esmirna - Trentino Volley | 0-3 (20-25, 19-25, 19-25) |

| Fecha       | Partido                      | Resultado                               |
| ----------- | ---------------------------- | --------------------------------------- |
| 18 de marzo | Skra Bełchatów - Zenit Kazán | 2-3 (15-25, 25-16, 25-22, 24-26, 15-17) |

### Campeón
| Campeón de la Liga de Campeones de 2011-12 |
| ------------------------------------------ |
| VK Zenit Kazán 2º Título                   |